# Enrico Lucherini - Ne ho fatte di tutti i colori
Enrico Lucherini - Ne ho fatte di tutti i colori è un film, documentario del 2014, diretto da Marco Spagnoli.
Nel 2015 la pellicola è stata candidata al David di Donatello per il miglior documentario di lungometraggio.

## Trama
Il documentario è incentrato sulla figura di Enrico Lucherini, famoso addetto stampa della  dolce vita.

## Cast
- Piero Chiambretti: se stesso
- Monica Bellucci: se stessa
- Cristiana Capotondi: se stessa
- Gabriel Garko: se stesso
- Irene Ghergo: se stessa
- Enrico Lucherini: se stesso
- Claudio Masenza: se stesso
- Rocco Papaleo: se stesso
- Leonardo Pieraccioni: se stesso